# Allan-Robinson-reactie
De Allan-Robinson-reactie is een organische reactie waarbij een o-hydroxyarylketon reageert met aromatische anhydriden om flavonen (of isoflavonen) te vormen. De reactie werd vernoemd naar J. Allen en Robert Robinson.
Wanneer alifatische anhydriden worden gebruikt, dan kunnen coumarines gevormd worden.